# Liste der Bodendenkmäler in Nordrhein-Westfalen

Nordrhein-Westfalen

Die Liste der Bodendenkmäler in Nordrhein-Westfalen unterteilt sich (nach kreisfreien Städten und Landkreisen) in:
- Liste der Bodendenkmäler in der Städteregion Aachen
- Liste der Bodendenkmäler in Bielefeld
- Liste der Bodendenkmäler in Bochum
- Liste der Bodendenkmäler in Bonn
- Liste der Bodendenkmäler im Kreis Borken
- Liste der Bodendenkmäler in Bottrop
- Liste der Bodendenkmäler im Kreis Coesfeld
- Liste der Bodendenkmäler in Dortmund
- Liste der Bodendenkmäler in Duisburg
- Liste der Bodendenkmäler im Kreis Düren
- Liste der Bodendenkmäler in Düsseldorf
- Liste der Bodendenkmäler im Ennepe-Ruhr-Kreis
- Liste der Bodendenkmäler in Essen
- Liste der Bodendenkmäler im Kreis Euskirchen
- Liste der Bodendenkmäler in Gelsenkirchen
- Liste der Bodendenkmäler im Kreis Gütersloh
- Liste der Bodendenkmäler in Hagen
- Liste der Bodendenkmäler in Hamm
- Liste der Bodendenkmäler im Kreis Heinsberg
- Liste der Bodendenkmäler im Kreis Herford
- Liste der Bodendenkmäler in Herne
- Liste der Bodendenkmäler im Hochsauerlandkreis
- Liste der Bodendenkmäler im Kreis Höxter
- Liste der Bodendenkmäler im Kreis Kleve
- Liste der Bodendenkmäler in Köln
- Liste der Bodendenkmäler in Krefeld
- Liste der Bodendenkmäler in Leverkusen
- Liste der Bodendenkmäler im Kreis Lippe
- Liste der Bodendenkmäler im Märkischen Kreis
- Liste der Bodendenkmäler im Kreis Mettmann
- Liste der Bodendenkmäler im Kreis Minden-Lübbecke
- Liste der Bodendenkmäler in Mönchengladbach
- Liste der Bodendenkmäler in Mülheim an der Ruhr
- Liste der Bodendenkmäler in Münster
- Liste der Bodendenkmäler im Oberbergischen Kreis
- Liste der Bodendenkmäler in Oberhausen
- Liste der Bodendenkmäler im Kreis Olpe
- Liste der Bodendenkmäler im Kreis Paderborn
- Liste der Bodendenkmäler im Kreis Recklinghausen
- Liste der Bodendenkmäler in Remscheid
- Liste der Bodendenkmäler im Rhein-Erft-Kreis
- Liste der Bodendenkmäler im Rheinisch-Bergischen Kreis
- Liste der Bodendenkmäler im Rhein-Kreis Neuss
- Liste der Bodendenkmäler im Rhein-Sieg-Kreis
- Liste der Bodendenkmäler im Kreis Siegen-Wittgenstein
- Liste der Bodendenkmäler im Kreis Soest
- Liste der Bodendenkmäler in Solingen
- Liste der Bodendenkmäler im Kreis Steinfurt
- Liste der Bodendenkmäler im Kreis Unna
- Liste der Bodendenkmäler im Kreis Viersen
- Liste der Bodendenkmäler im Kreis Warendorf
- Liste der Bodendenkmäler im Kreis Wesel
- Liste der Bodendenkmäler in Wuppertal